# The Luyas
The Luyas är ett kanadensiskt indieband från Montréal i Québec, bildat 2006. Bandet består av Jessie Stein, Pietro Amato (från Arcade Fire), Mathieu Charbonneau, Sarah Neufeld och Stefan Schneider.

## Medlemmar
Nuvarande medlemmar
- Jessie Stein - sång, gitarr, moodswinger (2006-idag)
- Pietro Amato - valthorn (2006-idag)
- Mathieu Charbonneau - Wurlitzer (2006-idag)
- Sarah Neufeld - fiol (2009-idag)
- Mark "Bucky" Wheaton - trummor (2012-idag)

Tidigare medlemmar
- Stefan Schneider - trummor (2006-2012)

## Diskografi
Studioalbum
- 2007 – Faker Death
- 2011 – Too Beautiful to Work
- 2012 – Animator

EP
- 2011 - Daytrotter Session

Singlar
- 2009 -  Tiny Head / Spherical Mattress
- 2011 - Twin Sister / The Luyas (delad singel)

## Video
- Views of Montreal: The Luyas, 2009, por Vincent Moon[1] (Take-Away Show #99)